# Sergio Bizzio
Sergio Bizzio (* 3. Dezember 1956 in Villa Ramallo) ist ein argentinischer Schriftsteller, Drehbuchautor und Filmregisseur.

## Leben und Werk
Nach einem Kunst- und Architekturstudium arbeitete Bizzio zunächst als Filmregisseur und Drehbuchautor, bevor er sich in den achtziger Jahren auch der Schriftstellerei zuwandte. Seitdem veröffentlichte er dreizehn Romane sowie mehrere Kurzgeschichten, Gedichte und Theaterstücke. Er gilt als einer der besten zeitgenössischen Autoren Argentiniens, doch erst mit seinem Roman Rabia, der 2004 unter dem deutschen Titel Stille Wut erschien, erlangte er auch internationale Bekanntheit. Stille Wut ist bislang sein erstes Buch, das in deutscher Sprache erschien. Dieser Roman wurde mehrfach ausgezeichnet und 2009 von dem ecuadorianischen Regisseur Sebastián Cordero verfilmt. Der Film wurde von Guillermo del Toro produziert, beim Tokyo International Film Festival mit dem Jurypreis ausgezeichnet und erschien in Deutschland unter dem Titel Rabia – Stille Wut. Bizzios Kurzgeschichte Cinismo war die literarische Vorlage für das argentinische Filmdrama XXY.
Sergio Bizzio lebt heute in Buenos Aires.

## Werke

### Romane
- El divino convertible, Catálogos Editora 1990.
- Infierno Albino, Ed. Sudamericana 1992.
- El son del África, Fondo de Cultura Económica 1993.
- Más allá del bien y lentamente, Ed. Sudamericana 1995.
- Planet, Ed. Sudamericana 1999.
- En esa época, Emecé 2001.
- Rabia, Interzona 2004 (dt. Stille Wut, übersetzt von Sabine Giersberg, DVA 2010, ISBN 978-3-421-04416-7)
- El día feliz de Charlie Feiling, Viterbo 2006.
- Era el cielo, Interzona 2007.
- Realidad, Mondadori 2008.
- Aiwa, Mansalva 2009.
- El escritor comido, Mansalva 2010.
- Borgestein, Random House Mondadori 2012.
- En el bosque del sonambulismo sexual, Mansalva 2013.
- Dos aventuras espaciales, Mansalva 2015.

### Kurzgeschichten
- Chicos, Interzona 2004.
- Cinismo (veröffentlicht in Chicos), 2004.
- Martín Fierro, 451 Editores 2008.
- Un amor para toda la vida, Mansalva 2011.

### Essays
- El genio argentino, Eloísa Cartonera 2004.

### Gedichte
- Gran salón con piano, Ediciones Salido 1985.
- Mínimo Figurado, Edición Último Reino 1988.
- El abanico matamoscas, Belleza y Felicidad 2000.
- Te desafío a correr como un idiota por el jardín, Mansalva 2008.

### Theaterstücke
- Un Fausto criollo (nach Estanislao del Campos Fausto), 1993.
- El hospital de los podridos y otras maravillas (nach Cervantes’ Entremeses), 1994.
- El Amor, 1996.
- La china (mit Daniel Guebel), 1996.
- Gravedad, 2003.

### Filme
- Chicos Ricos, 1999.
- Animalada, 2001.
- El disfraz, 2003.
- Adiós querida luna (basiert auf dem Theaterstück Gravedad), 2005.
- El regreso de Peter Cascada, 2005.
- Rey Queen, 2006.
- 100 tragedias (gemeinsam mit Mariano Galperín), 2008.
- No fumar es un vicio como cualquier otro, 2010.